# Liste der denkmalgeschützten Objekte in Steinerkirchen an der Traun
Die Liste der denkmalgeschützten Objekte in Steinerkirchen an der Traun enthält die 5 denkmalgeschützten, unbeweglichen Objekte der Gemeinde Steinerkirchen an der Traun in Oberösterreich (Bezirk Wels-Land).

## Denkmäler
| Foto |                 | Denkmal                                                                    | Standort                                                          | Beschreibung | Metadaten |
| ---- | --------------- | -------------------------------------------------------------------------- | ----------------------------------------------------------------- | --- | --- |
| ja   | Datei hochladen | Kath. Pfarrkirche hl. Martin und Friedhof HERIS-ID: 52600 Objekt-ID: 59853 | gegenüber Kirchenplatz 1 Standort KG: Steinerkirchen an der Traun | Die spätgotische, einschiffige Pfarrkirche mit leicht eingezogenem Chor besitzt einen in der Barockzeit (1741) ausgebauten Turm mit achteckigem Zwiebelhelm und achtseitiger Laterne. Der spätbarocke Hochaltar mit einem Gemälde des heiligen Martins befand sich ursprünglich in der Minoritenkirche in Wels. | BDA-Hist.: Q21857947 Status: § 2a Stand der BDA-Liste: 2025-06-30 Name: Kath. Pfarrkirche hl. Martin und (ehem.) Friedhof GstNr.: .14/1, 58 Pfarrkirche Steinerkirchen an der Traun  |
| ja   | Datei hochladen | Anlage Benediktinerinnenkloster HERIS-ID: 101451 Objekt-ID: 117781         | Kirchenplatz 2 Standort KG: Steinerkirchen an der Traun           | Ab 1950 wurde der ehemalige Pfarrhof im Laufe der Jahrzehnte zu einem Kloster ausgebaut und beherbergt heute eine Schwesterngemeinschaft von Benediktinerinnen. | BDA-Hist.: Q37788026 Status: § 2a Stand der BDA-Liste: 2025-06-30 Name: Anlage Benediktinerinnenkloster GstNr.: .12, .13, .164, 57, 51, 54/1 Benediktinerinnenkloster Steinerkirchen |
| ja   | Datei hochladen | Priesterkapelle HERIS-ID: 76141 Objekt-ID: 89684                           | bei Kirchenplatz 2 Standort KG: Steinerkirchen an der Traun       | Friedhofskapelle, wahrscheinlich Anfang des 20. Jahrhunderts | BDA-Hist.: Q38142547 Status: § 2a Stand der BDA-Liste: 2025-06-30 Name: Priesterkapelle GstNr.: .12                                                                                  |
| ja   | Datei hochladen | Ehem. Volksschule HERIS-ID: 100320 Objekt-ID: 116543                       | Kirchenplatz 3 Standort KG: Steinerkirchen an der Traun           | Das Alter des Hauses ist mehr als 100 Jahre. Schon in den 70er Jahren des vorigen Jahrhunderts wurde der Schulbetrieb aufgelassen. Das Interieur ist mit den alten Holzböden im Originalzustand erhalten. Heute wird das Gebäude als Veranstaltungs- und Ausstellungsraum und als Praxis genutzt.               | BDA-Hist.: Q37775854 Status: § 2a Stand der BDA-Liste: 2025-06-30 Name: Ehem. Volksschule GstNr.: .29/2                                                                              |
| ja   | Datei hochladen | Schloss Almegg HERIS-ID: 38552 Objekt-ID: 38135                            | Almegg 13 Standort KG: Almegg                                     | Schloss Almegg ist eine ursprünglich in Hochburg und Vorburg gegliederte Anlage, die reich betürmt war. Das heutige Gebäude stammt überwiegend aus dem 16. und 17. Jahrhundert. Die Renovierung des Schlosses wird massiv mit öffentlichen Mitteln subventioniert.                                              | BDA-Hist.: Q1683973 Status: Bescheid Stand der BDA-Liste: 2025-06-30 Name: Schloss Almegg GstNr.: .11/1, .11/2, .12 Schloss Almegg                                                   |